# Ляймен (Баден)
Ляймен (нім. Leimen) — місто в Німеччині, у землі Баден-Вюртемберг. Підпорядковується адміністративному округу Карлсруе. Входить до складу району Рейн-Неккар.
Площа — 20,64 км2. Населення становить 26 862 ос. (станом на 31 грудня 2020).